# Binibona
Binibona és un llogaret del terme de Selva, situat al peu de la Serra de Tramuntana. Està situat a dos quilòmetres de Caimari, sortint pel carrer de Binibona.

## Situació
És el pas natural per anar a les possessions del nord-est del terme: la Coma, les Figueroles, Alcanella i Alcanelleta. Cap a llevant, té el Castell Gran i el Castell Petit, antigues possessions can del vell camí públic que anava a Pollença i passava per Santiani, Monnàber, l'ermita de Sant Miquel, Gabellí, Fangar i la Vall d'Eixartell. Aquest topònim té diferents pronúncies, Berabona, Mirabona, Virabona i Biravona (el nom oficial del carrer de Caimari que enllaça amb el camí del llogaret).

## Etimologia
El nom de Binibona deriva probablement d'una forma anterior Binimala, que, segons els informants de l'Onomasticon Cataloniae, va ser canviat per una qüestió eufemística, ja que el terme original es considerava insultant o despectiu. El prefix Bini- és d'origen àrab i fa referència a "fill de", una característica comuna en molts topònims de les Balears. En altres documents antics es fa referència a la localitat com Rahal de Binimala.

## Història
En el Llibre del Repartiment apareix com a rahal de Benimala i va tocar a Berenguer de Montcada. Comprenia vuit jovades de terra i tenia dues capelles particulars, una a la casa de Guillem Amer Cortei a Can Beneït i l'altra a la de Joan Mestre, Can Furiós. L'antic nom de Binimala, amb moltes vacil·lacions en la seva pronunciació, fou registrat com a Mirabona en el mapa del cardenal Despuig (1784), i com a tal es popularitzà fins a èpoques recents. Existeix un talaiot, anomenat Claper de Binibona, situat a ponent del redol de cases.

## Festes i tradicions
A Binibona se celebra el Pancaritat el Dilluns de Pasqua.